# Het Laar (Ommen)
De havezate Het Laar of Het Laer staat in de Nederlandse plaats Ommen, provincie Overijssel. Het historische landgoed is een rijksmonument.

## Geschiedenis
De motte langs de Regge wijst op een oudere versterking en in 1229 zou een versterking ‘Lare’ zijn verwoest in opdracht van de Utrechtse bisschop Wilbrand. De motte zou dan een voorganger kunnen zijn van het huidige huis.
Over de verdere historie bestaat eveneens onduidelijkheid. Volgens de architectuurhistoricus E.H. ter Kuile was Engelbert van Zalne, echtgenoot van Jutte van den Laer, in 1380 bezit van een kasteel Het Laar. Hij kwam in opstand tegen bisschop Floris maar verzoende zich datzelfde jaar nog met hem: Engelbert beloofde om zijn kasteel nooit meer in te zetten tegen de bisschop en hij zei tevens in 1384 toe om aan de andere zijde van de Vecht een nieuw, niet-omgracht kasteel te bouwen, wat uiteindelijk in 1439 zou zijn gerealiseerd. Het is echter niet duidelijk of deze gebeurtenissen betrekking hebben op Het Laar bij Ommen of op het huis Laer bij Laar.
Volgens Gevers is het aannemelijker dat Het Laar in 1382 in leen werd gehouden door Hendrik van Laer. Diens zoon Boldewijn erfde deze goederen en werd in 1394 beleend met het ‘huys to Laer’, een eerste aanwijzing dat er een woning stond. Boldewijns zoon Hendrik erfde het huis in 1410. Via zijn echtgenote Agnes van Oldeneel kwam hij in bezit van de havezate Hoenlo. Het echtpaar ging op Hoenlo woonde en maakte van het Laer een achterleen van het huis Hoenlo. Het Laar zou door de familie Van Laer tot Hoenlo vervolgens in leen worden uitgegeven aan een zijtak van de familie. 

### 16e en 17e eeuw
Het Laar kwam in 1578 door vererving terecht bij Ernst Mulert, zoon van Anna van Laer en Seino Mulert. Ernst koos tijdens de Tachtigjarige Oorlog de zijde van Spanje en was namens de koning drost van Lingen en legercommandant. In 1608 verkocht hij de havezate aan Anthonie van Doornick, eigenaar van de havezate Egede. Diens zoon Helmich werd in 1622 dankzij het Laar toegelaten tot de ridderschap. Zijn dochter zou in 1651 het goed overdragen aan Reint ter Bruggen, die het huis zelf waarschijnlijk al rond 1630 had gekocht.
Nadat Willem ter Bruggen kort voor 1682 was overleden, kwam Het Laar bij zijn vrouw Anna Bentinck en hun twee dochters. Zij verkochten alles aan Thomas Ernst Danckelman.

### Danckelman
Thomas Ernst Danckelman was raad van de keurvorst van Brandenburg en bekleedde diverse functies in het graafschap Lingen. Hij ging in 1688 mee met stadhouder Willem III naar Engeland, in de functie van buitengewoon gezant van de keurvorst. Het zal onder het eigenaarschap van Thomas Ernst zijn geweest dat er rond 1700 nieuwbouw plaatsvond op Het Laar: hij liet ten oosten van de oorspronkelijke havezate een geheel nieuw herenhuis bouwen, waarna de oude locatie werd aangeduid als het Olde Laer of Oude Laer.
Thomas overleed in 1707. Zijn oudste zoon Sylvester Diderik nam Het Laar over en werd tevens drost van Lingen. Via vererving kwam Het Laar in 1738 bij William Frederick Danckelman, die in 1691 in Londen was geboren en was vernoemd naar Willem III. William Frederick kreeg echter een psychische aandoening en daardoor kwam Het Laar al in 1739 bij zijn halfzuster Thimanna Hendrina Vriesen.

### Verkoop
Thimanna Hendrina Vriesen verkocht kort na 1739 Het Laar aan Johan Lodewijk van Rechteren. Hij trouwde in 1742 met Johanna van Haersolte en het stel bewoonde de havezate, samen met hun gezin en personeel. Hij liet het huis in classicistische stijl verbouwen. Toen Johan Lodewijk in 1762 overleed, werd Het Laar publiekelijk geveild. Het kwam nu in handen van de koopman Jan van Heerzele.

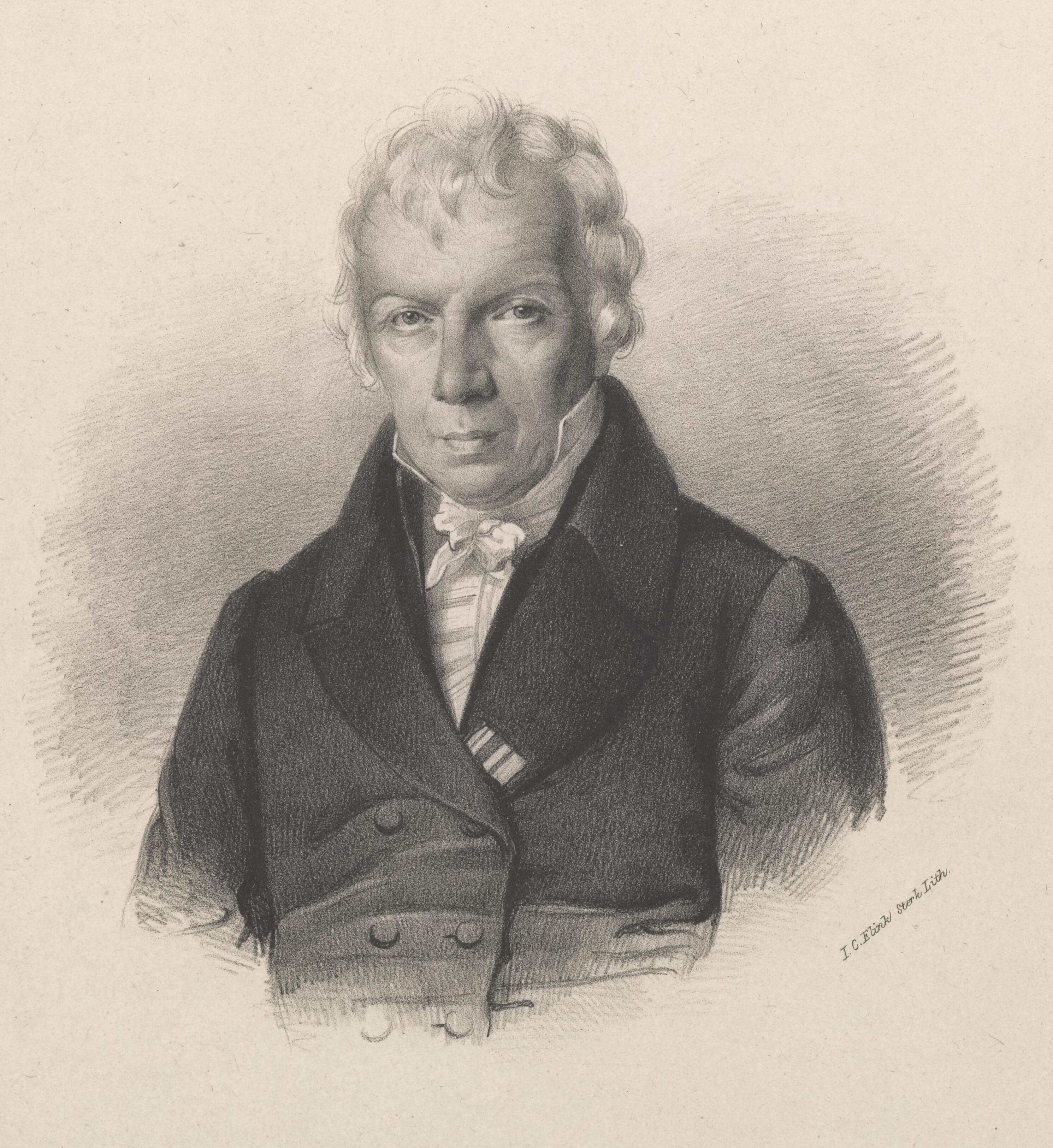
Albertus Sandberg (1768-1843), eigenaar van Het Laar

In 1782 vond een nieuwe openbare verkoop plaats. De predikant Johannes Martinus van der Upwich en zijn echtgenote Wijnanda Lamberta Hogenberg kochten Het Laar aan. Het recht van havezate was inmiddels verplaatst van het Oude Laer naar het nieuwe huis, maar het echtpaar kocht beide huizen aan. Lang hebben ze er niet van genoten, want Johannes overleed al snel en zijn weduwe verkocht alles aan Rudolf Sandberg.

### Sandberg
Rudolf Sandberg was burgemeester van Zwolle en vertegenwoordigde de stad tijdens de landdagen. Hij werd in 1806 lid van het Wetgevend Lichaam. Twee jaar later overleed hij, waarna zijn zoon Albertus de havezate erfde. Ook Albertus bekleedde politieke functies, zoals het lidmaatschap van Gedeputeerde Staten van Overijssel en van de Tweede Kamer. Hij werd in 1842 in de adelstand verheven. Toen hij in 1843 overleed, ging Het Laar over naar zijn gelijknamige zoon, jonkheer Albertus Sandberg.
Rond 1850 liet Albertus het huis uitbreiden en verbouwen. In 1867 liet hij vastleggen dat Het Laar na zijn dood zou worden ondergebracht in een stichting. Na zijn overlijden in 1888 kreeg zijn achternichtje Petronella Geertruida Agnes van Rechteren van Appeltern het vruchtgebruik van Het Laar, maar het goed zelf werd eigendom van de Sandbergstichting. Deze stichting was bedoeld om de armere leden van de familie Sandberg te ondersteunen.

### Van Pallandt
In 1901 verkocht de Sandbergstichting het landgoed Het Laar aan de fabrikanten Hendrik Caspar, Coenraad Frederik en Dirk Willem Stork. Omdat de inkomsten uit het landgoed tegenvielen, verkochten zij het in 1910 aan Rudolph Theodorus baron van Pallandt. Tussen 1903 en 1922 werd het huis als familiehotel geëxploiteerd door de latere eigenaar van Hotel De Zon.
Philip Dirk baron van Pallandt erfde Het Laar en schonk het in 1924 aan de Orde van de Ster van het Oosten van Krishnamurti. Een deel van het landgoed rondom Ada’s Hoeve behield hij en liet het inrichten als buitencentrum voor de Nederlandse Padvinders Vereniging. In 1931 nam Van Pallandt het Laar weer over van Krishnamurti, om het een jaar later publiek te verkopen. Door de inspanningen van de toenmalige burgemeester Nering Bögel kocht de gemeente Ommen het landgoed aan. Het grote weiland aan de Stationsweg, tussen het Laar en de ambtswoning van Nering Bögel, bleef in bezit van de familie van Pallandt en is nooit bebouwd.

### Gemeente Ommen
Na aankoop door de gemeente werd het terrein rondom het huis opengesteld als gemeentelijk wandelpark (Laarbos). In en rond het Laarbos kwamen een hertenkamp, voetbalvelden, een ijsbaan, een kwekerij en een openluchttheater. Het huis werd vanaf 1932 tot aan zijn overlijden in 1959 bewoond door jonkheer Bertram Storm van 's Gravesande; een van diens drie dochters woonde er nog tot aan haar overlijden in 1972. In de jaren erna werden er onder andere veilingen gehouden, was het een conferentieoord en stond het enige tijd leeg.
In 1998 is het huis geheel gerestaureerd. Een jaar later is het door de gemeente Ommen verhuurd aan een horecaondernemer, die het huis en omringende tuin exploiteert als trouwlokatie en plek voor recepties, bruiloften en bijeenkomsten.
Anno 2024 werd duidelijk dat er een grote renovatie nodig is.

## Beschrijving

### Olde Laer
Het middeleeuwse Laer stond nabij de Regge. Als locatie wordt het latere erve Laermans aangewezen. Er is echter ook sprake van een motte die als voorganger wordt beschouwd. Deze motte is ruim een meter hoog en wordt door een zes tot acht meter brede gracht omgeven, met een binnenterrein van circa 32 meter. In 2016 vond renovatie plaats. De motte is sinds 1977 een rijksmonument. Mogelijk is het mottekasteel al in 1229 verwoest, waarna even verderop een nieuw huis werd gebouwd.
In de 17e eeuw bestond het toenmalige huis in ieder geval uit weinig meer dan een spijker: een herenkamer, verbonden aan de boerderij Laermans. In 1733 omschreef tekenaar Abraham de Haen het als een ‘zeer gering boerenhuis’. In 1752 werd het nog vermeld als ‘Laerman met de kamer’, maar eind 18e eeuw verdween het Olde Laer uit de boeken en zal het dus definitief zijn afgebroken.

### Het Laar
Het huidige herenhuis is rond 1700 gebouwd door de familie Danckelman ten oosten van het Olde Laer. Het nieuwe complex bestond uit een herenhuis en een bouwhuis binnen een rechthoekige gracht. Midden 18e eeuw liet Johan Lodewijk van Rechteren het huis verbouwen in classicistische stijl, met twee bouwhuizen binnen een omgrachting. Ook het park werd aangepakt: de uitgebreide tuinaanleg omvatte een singel, twee vijvers, een oprijlaan en een Grand Canal. Begin 19e eeuw werd nog een slingervijver aangelegd.
Rond 1850 werd het complex door jonkheer Albertus Sandberg uitgebreid en verbouwd in neoclassicistische stijl. Hij realiseerde twee nieuwe bouwhuizen en liet de tuin omvormen in de landschapsstijl, met slingerpaden, een vijver en een aangepaste oprijlaan. Het hoofdgebouw werd verbouwd en kreeg een hoekvleugel, waardoor het oorspronkelijke blokvormige gebouw asymmetrisch werd.

#### Hoofdgebouw
Het hoofdgebouw heeft een rechthoekige plattegrond. Het gebouw heeft een souterrain en twee bouwlagen en wordt door twee schilddaken afgedekt. De witgepleisterde voorzijde telt vijf traveeën en een hoekvleugel; de middelste travee is een risaliet met fronton en bevat de toegangsdeur, die via een zandstenen trap wordt bereikt.

#### Bijgebouwen
Aan de noordzijde van het hoofdgebouw staat het midden 19e eeuw gebouwde bakstenen bouwhuis. Het rechthoekige gebouw heeft één bouwlaag en een schilddak.
Het koetshuis staat naast het hoofdgebouw en dateert uit 1843. Het rechthoekige gebouw telt twee bouwlagen en een schilddak. Aan de noordzijde zijn de inrijdeuren geplaatst.
Het 19e-eeuwse tuinprieel is een halfronde tuinbank in neo-Pompejaanse/classicistische stijl. Oorspronkelijk stond dit door H. Wentzel ontworpen bouwwerkje op het huis De Paauw in Wassenaar, maar het kwam in 1929 naar Het Laar. Het prieel heeft een natuurstenen basement en borstwering. Het dak rust op Dorische zuilen en twee zinken Kariatiden. Aan de voorzijde is een opengewerkt timpaan met zinken versieringen aangebracht.
In het park ten zuiden van het hoofdgebouw is een 19e-eeuwse ijskelder.

#### Park
De tuin heeft nog de kenmerken van een vroeg-18e-eeuwse geometrische structuur, met een lange middenas die bestond uit de rechte oprijlaan aan de voorzijde van het huis en het Grand Canal aan de achterzijde. De grachten, singel, vierkante vijvers, Grand Canal en lanen zijn bewaard gebleven; de oprijlaan is rond 1850 aangepast. Aan het einde van het Grand Canal is een uitzichtheuvel aangelegd. De noordwesthoek van de tuin is een bos in landschapsstijl.
Het park vertoont coulissewerking dankzij de boomgroepen langs de weilanden. 

## Afbeeldingen

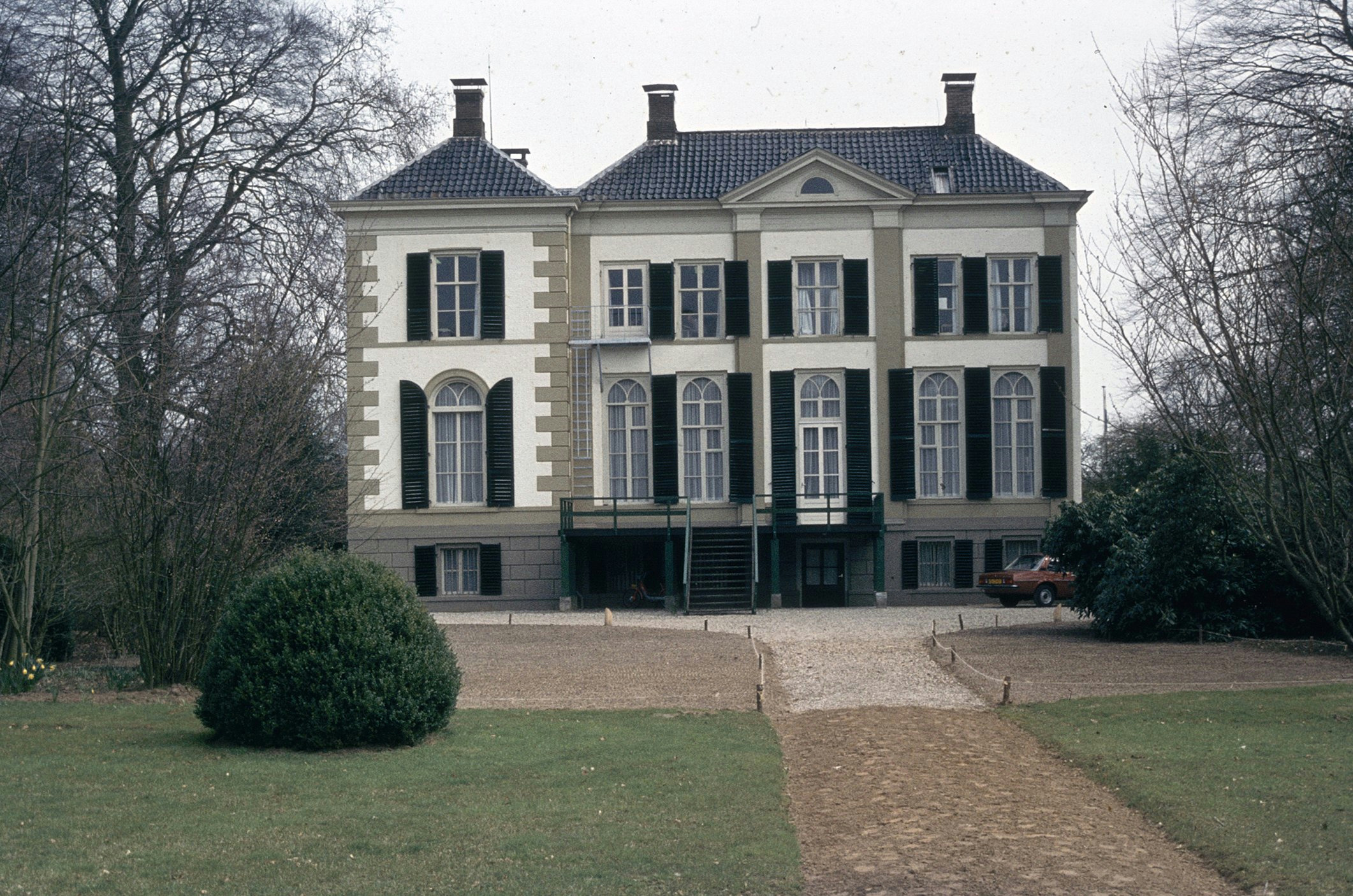
Achtergevel van het hoofdgebouw
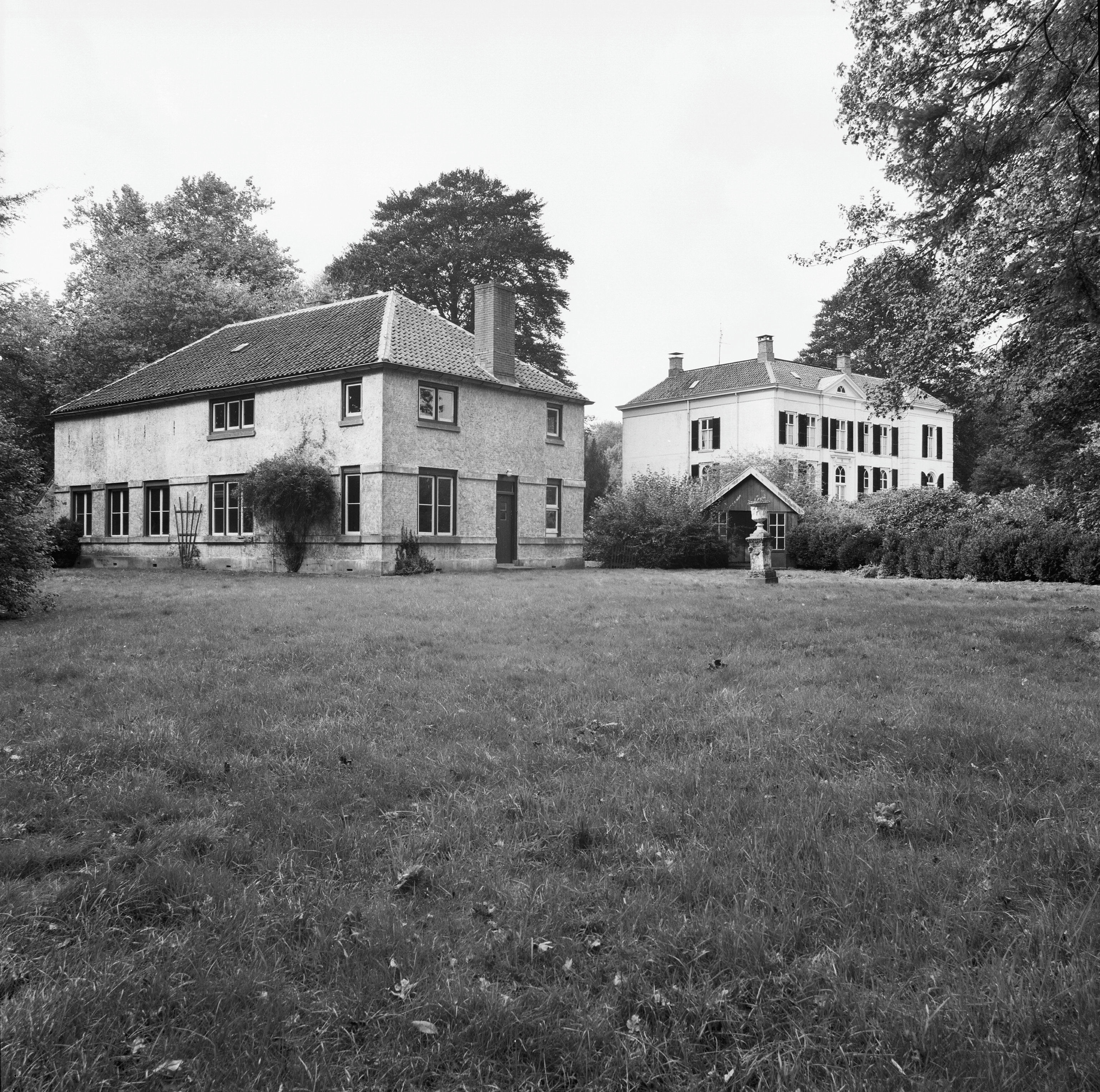
Het koetshuis in 1977
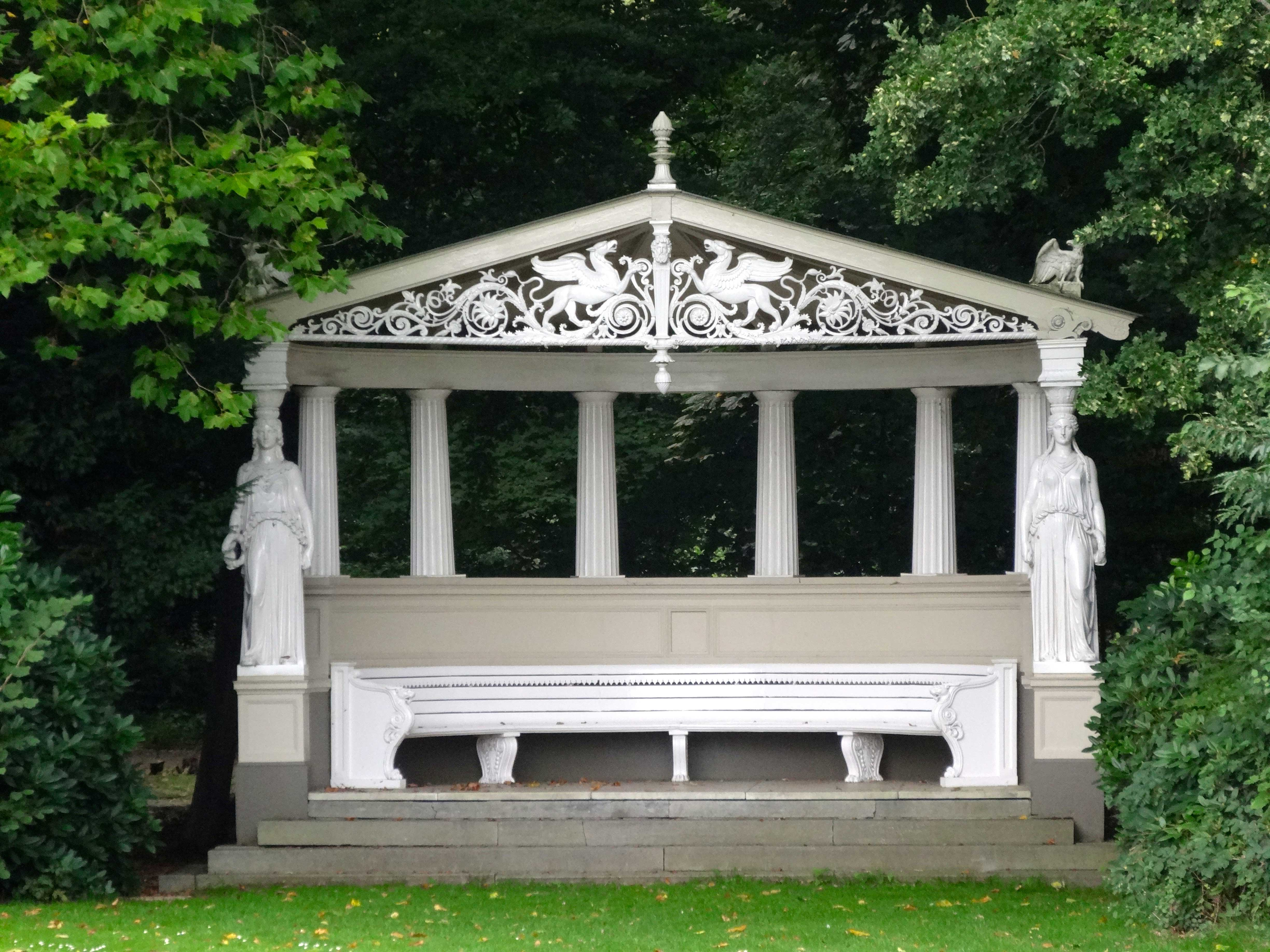
Tuinprieel
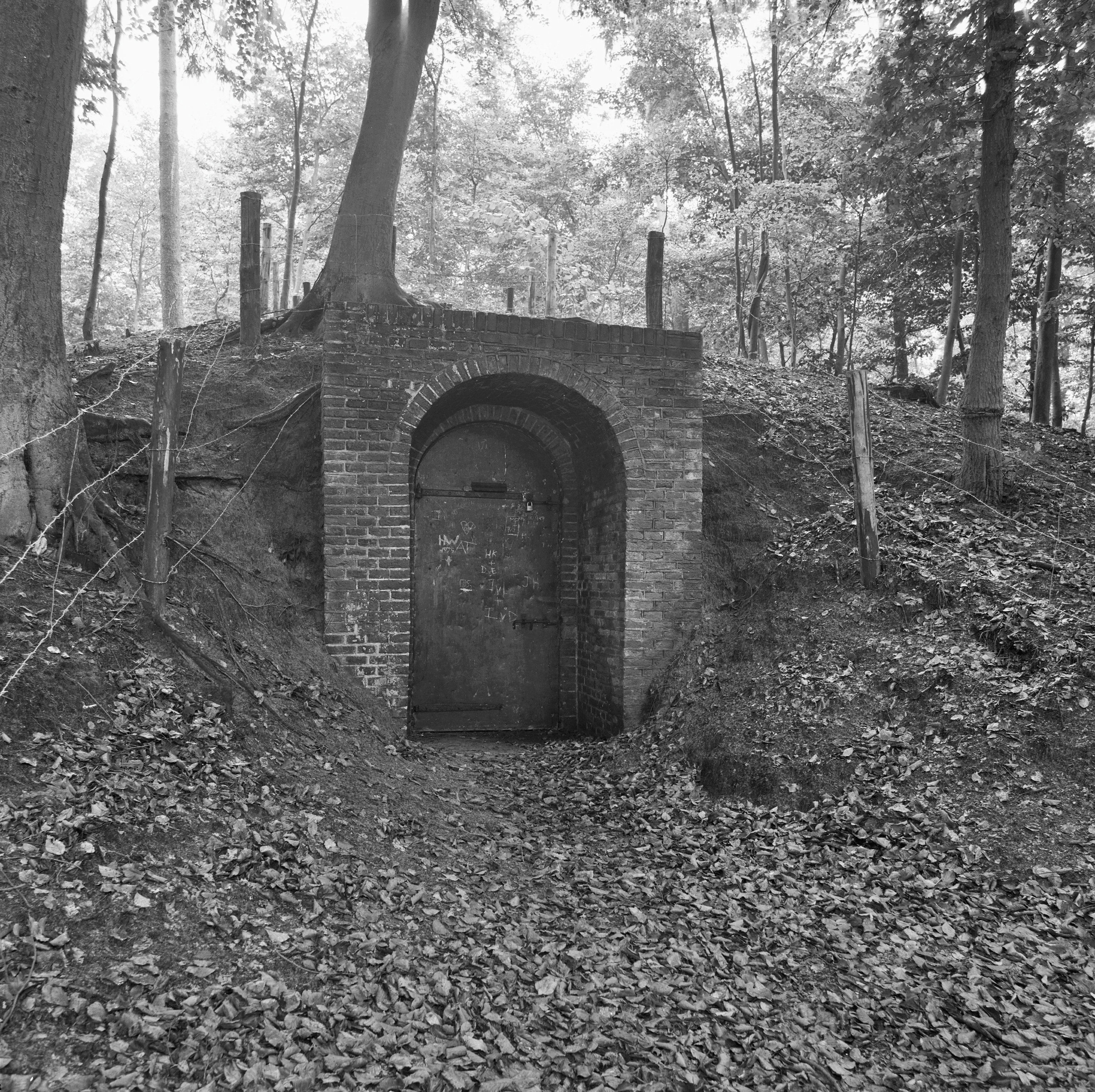
De ingang van de ijskelder in 1977
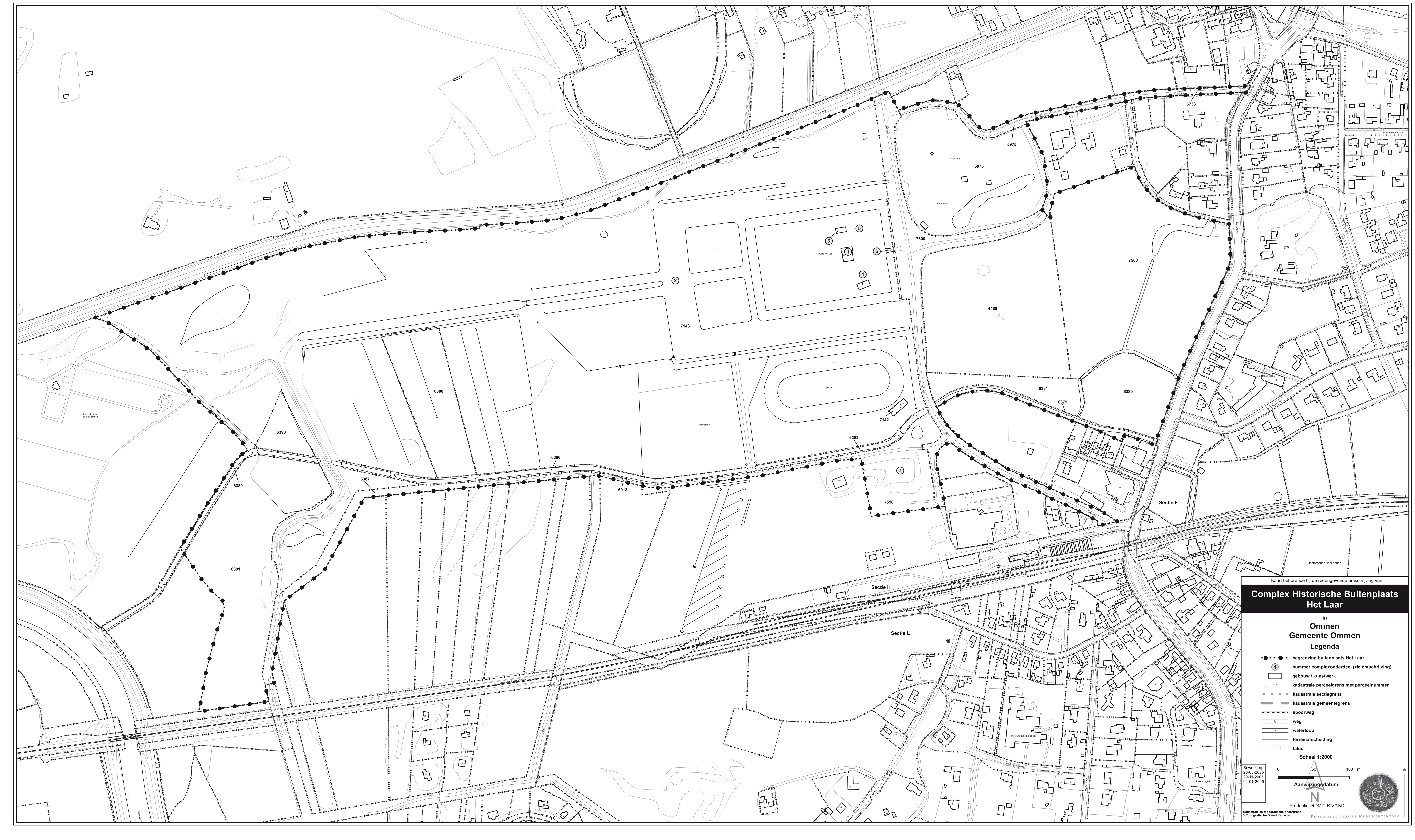
Begrenzing van het rijksmonument Het Laar

Ahnem · Den Alerdinck · Arendshorst · Arkelstein · Averbergen · Beerze · Den Berg · Bergentheim · Blankena · Borgele · Boskamp · Boxbergen · Bredenhorst · Buckhorst · Campherbeek · Collendoorn · Den Dam · Dieze · Dingshof · Den Doorn · Hof te Dorth · Eerde · Egede · De Gelder · Gerner · Glinthuis · Gramsbergen · De Groote Scheere · De Grote Weede · De Haere · Haerst · Hagenvoorde · Heemse · Herxen · Hoenlo · Hofstede · 't Hogeholt · Hogenhof · 't Hoogehuis · Junne · Kranenburg · Krijtenberg · De Kuile · Het Laar · Langeveldslo · Leemcule · Luttenberg · Melenhorst · Mennigjeshave · Nijenhuis · Oosterveen · Den Ordel · De Pol · Pothof · Rande · Rechteren · Het Reelaer · Rhaan · Rollecate · Rutenberg · Schoonheten · Schuilenburg · Vechterweerd · Velner · Venebrugge · Verborg · Voorst · Vrieswijk · Werkeren · Westerveld · Windesheim · Wittenstein · Wolfshagen · Zuthem
Den Aalshorst · Den Alerdinck · Huis Almelo · Arkelstein · Averbergen · Azoelen · Backenhagen · Bellinckhof · Den Berg · Huis Bergentheim · Beugelskamp · Beverfeurde · Blankena · Hof te Boekelo · Borgbeuningen · Havezate Boskamp · Boxbergen · Havezate Brecklenkamp · Bredenhorst · Buckhorst · Campherbeek · Colckhof · Den Dam · Huis Diepenheim · Dingshof · Dubbelink · Kasteel Eerde · Egede · Havezate Elsen · Everlo · Landgoed Frieswijk · Glinthuis · Huis Gramsbergen · Grimberg · Grotenhuis · De Haere · Haerst · Hagmeule · Slot Hardenberg · Huis Heeckeren · Huis Hengelo · Herxen · Hofstede · Hogenhof · Hondeborg · Katenhorst · Kevelham · Kranenburg · De Kuile · Het Laar · Leemcule · Luttenberg · Mataram · Mennigjeshave · Nijenhuis (Diepenheim) · Nijenhuis (Olst-Wijhe) · Oldemeule · Olidam · Oosterhof · Huis te Ootmarsum · Den Ordel · Pekkedam · Pothof · Rande · Kasteel Rechteren · Het Reelaer · Rhaan · Rutenberg · Huis Saasveld · Havezate Schoonheten · Havezate Schuilenburg · Singraven · Stoevelaar · Kasteel Toutenburg · Twickel · Vechterweerd · Venebrugge · Kasteel Voorst · Warmelo · Wegdam · Weldam · Weleveld · Huis Werkeren · Westerflier · Wittenstein · Zuthem